# Ina Praetorius
Ina Praetorius (Karlsruhe, 1956) è una teologa ed economista svizzera.
I suoi temi principali sono l'etica femminista e lo stile di vita post-patriarcale.

## Biografia
Ina Praetorius ha studiato teologia protestante e lingua e letteratura tedesca a Tubinga, Zurigo e Heidelberg dal 1975.
Dal 1983 al 1987 è stata assistente di ricerca di Hans Ruh presso l'Istituto di etica sociale dell'Università di Zurigo.
Nel 1992 ha conseguito il dottorato alla Facoltà di Teologia di Heidelberg con una tesi sull'antropologia e l'immagine della donna nell'etica protestante di lingua tedesca nel 1949.
La sua tesi è citata nella letteratura di base degli studi di genere in teologia protestante.
Ina Praetorius lavora come libera autrice e conferenziera dal 1987. Ha tenuto corsi di etica teologica e invitata come ospite a tenere delle lezioni presso le università di Zurigo, Basilea, Berna, Friburgo, Friburgo in Brisgovia e Berlino. È stata una delle promotrici del "Network Care Revolution" fondato nel 2014. Pubblica e tiene conferenze sui temi del lavoro di cura, dell'etica della cura e dell'etica degli affari. Si impegna per il reddito di base incondizionato.
Ina Praetorius è sposata con il pastore riformato Hans Jörg Fehle dal 1988.
La coppia ha una figlia e vive a Wattwil, in Svizzera, dal 2004.

## Opere
- Anthropologie und Frauenbild in der deutschsprachigen protestantischen Ethik seit 1949. (zugl. Dissertation, Heidelberg 1992), Gütersloher Verlagshaus, Gütersloh, zweite durchgesehene und korrigierte Auflage 1994, ISBN 3-579-00253-8[7]
- Skizzen zur feministischen Ethik. Matthias-Grünewald-Verlag, Ostfildern 1995, ISBN 3-7867-1829-6.[8]
- Zum Ende des Patriarchats. Theologisch-politische Texte im Übergang. Aufsatzsammlung. Matthias-Grünewald-Verlag, Ostfildern 2000, ISBN 3-7867-2230-7.
- Die Welt: ein Haushalt. Texte zur theologisch-politischen Neuorientierung. Aufsatzsammlung. Matthias-Grünewald-Verlag, Ostfildern 2002, ISBN 3-7867-2402-4.
- Handeln aus der Fülle. Postpatriachale Ethik in biblischer Tradition. Gütersloher Verlagshaus, Gütersloh 2005, ISBN 978-3-579-05216-8[9]
- Gott dazwischen. Eine unfertige Theologie. Aufsatzsammlung. Matthias-Grünewald-Verlag, Ostfildern 2008, ISBN 978-3-7867-2734-7.
- Weit über Gleichberechtigung hinaus... Das Wissen der Frauenbewegung fruchtbar machen. Christel Göttert Verlag, Rüsselsheim 2009, ISBN 978-3-939623-18-2.[10]
- Immer wieder Anfang. Texte zum geburtlichen Denken, Matthias-Grünewald-Verlag, Ostfildern 2011, ISBN
- Ich glaube an Gott und so weiter … Eine Auslegung des Glaubensbekenntnisses. Gütersloher Verlagshaus, Gütersloh 2013, ISBN 978-3-579-08169-4.
- Erbarmen. Unterwegs mit einem biblischen Wort. Gütersloher Verlagshaus, Gütersloh 2014, ISBN 978-3-579-08183-0.
- Wirtschaft ist Care oder: Die Wiederentdeckung des Selbstverständlichen. Herausgegeben von der Heinrich-Böll-Stiftung (Schriften zu Wirtschaft und Soziales), Berlin 2015. PDF
- Im postpatriarchalen Durcheinander. Unterwegs mit Xanthippe. Christel Göttert Verlag, Rüsselsheim 2020, ISBN 978-3-939623-77-9

## Opere in italiano
- Penelope a Davos.Idee femministe per una economia globale.Quaderni di via Dogana, Milano, 2011
- Ritorno ai dati economici fondamentaliin rivista 'via Dogana',giugno 2009
- La filosofia del saper esserci,in rivista 'via Dogana',marzo 2002
- L'economia è cura.La riscoperta dell'ovvio,IOD Edizioni,2016